# 스칼라 행렬
선형대수학에서 스칼라 행렬(-行列, 영어: scalar matrix)은 모든 주대각선 성분이 같은 대각 행렬이다. 즉, 단위 행렬의 어떤 스칼라에 대한 배수가 되는 행렬이다.

## 정의
환 {\displaystyle R} 위의 {\displaystyle n\times n} 스칼라 행렬(-行列, 영어: scalar matrix)은 모든 대각 성분이 같은 대각 행렬이다. 단위 행렬을 {\displaystyle 1_{n\times n}}로 쓸 때, 대각 성분이 {\displaystyle r\in R}인 스칼라 행렬은 다음과 같다.
{\displaystyle r1_{n\times n}=\operatorname {diag} (\underbrace {r,\dots ,r} _{n})={\begin{pmatrix}r\\&r\\&&\ddots \\&&&r\end{pmatrix}}_{n\times n}}

## 성질
환 {\displaystyle R}와 그 행렬환 사이에는 다음과 같은 자연스러운 단사 환 준동형이 존재하며, 이에 따라 스칼라 행렬들은 원래 환 {\displaystyle R}와 동형인 환을 이룬다.:504, §XIII.1
{\displaystyle R\hookrightarrow \operatorname {Mat} (n;R)}
{\displaystyle r\mapsto r1_{n\times n}}

### 가환성
체 {\displaystyle K} 위의 벡터 공간 {\displaystyle V} 위의 선형 변환 {\displaystyle T\colon V\to V}에 대하여, 다음 조건들이 서로 동치이다.
- 모든 선형 변환과 가환한다. 즉, 임의의 선형 변환 {\displaystyle U\colon V\to V}에 대하여, {\displaystyle TU=UT}이다.
- 모든 전단사 선형 변환과 가환한다.
- 모든 사영 작용소와 가환한다.
- 항등 함수의 스칼라배 {\displaystyle T=a\operatorname {id} _{V}} ({\displaystyle a\in K})이다.

특히, 일반 선형군 {\displaystyle \operatorname {GL} (n;K)}의 중심은 0이 아닌 스칼라 행렬들이다.

## 예
단위 행렬은 스칼라 행렬이다. 영행렬은 스칼라 행렬이다.
작은 크기의 스칼라 행렬들은 다음과 같다.
{\displaystyle r1_{1\times 1}={\begin{pmatrix}r\end{pmatrix}}}
{\displaystyle r1_{2\times 2}={\begin{pmatrix}r&0\\0&r\end{pmatrix}}}
{\displaystyle r1_{3\times 3}={\begin{pmatrix}r&0&0\\0&r&0\\0&0&r\end{pmatrix}}}
{\displaystyle r1_{4\times 4}={\begin{pmatrix}r&0&0&0\\0&r&0&0\\0&0&r&0\\0&0&0&r\end{pmatrix}}}